# Dominic Jentsch
Dominic Jentsch (* 20. November 1991) ist ein deutscher Poolbillardspieler. 
2006 wurde er Vizeeuropameister bei den Schülern im 9-Ball. Zwei Jahre später wurde er erneut Vizeeuropameister, diesmal allerdings in der Altersklasse Junioren und in der Disziplin 14 und 1 endlos.
Jentschs bislang größter Erfolg war das Erreichen des Achtelfinals bei der WPA-14-und-1-endlos-Weltmeisterschaft 2008, das er dann allerdings deutlich mit 38:200 gegen den Niederländer Nick van den Berg verlor. Sein erstes Euro-Tour Turnier gewann er 2012 im italienischen Treviso (Italy Open 2012).
2009 und 2012 wurde er Deutscher Meister im 8-Ball und 2010 im 9-Ball.
2011 wurde er im 8-Ball Europameister durch einen Finalsieg über Ralf Souquet. 2012 wurde er Europameister im 10-Ball durch einen 8:5-Erfolg über den Franzosen Stephan Cohen.